# Marie-Félicité Brosset
Pour les articles homonymes, voir Brosset et Marie Félicité (homonymie).
Marie-Félicité Brosset (Paris, 4 février 1798 - Châtellerault, 3 septembre 1880) est un orientaliste français, spécialiste des études géorgiennes et arméniennes,. Il a travaillé principalement en Russie.

## Biographie

### Origine
Marie-Félicité Brosset naît à Paris dans une modeste famille de commerçants. Il est le fils d'Henriette Becker et de Jean-Philippe-François Brosset, originaire de l'Orléanais, qui meurt à 24 ans, l'année même de sa naissance. Sa mère se retire à Orléans, avec peu de ressources ; elle destine son fils à l’état ecclésiastique.

### Formation
Brosset fait sa classe de rhétorique au séminaire Saint-Nicolas du Chardonnet, puis celle de philosophie au séminaire sulpicien d'Issy. Il apprend l'hébreu et un peu d'arabe. En 1818, il entre au noviciat des jésuites à Montrouge. Il en sort après deux ans, « ne se sentant pas de penchant pour la carrière ecclésiastique ».
Redevenu laïc, peu fortuné, il doit donner des leçons particulières à Paris. En décembre 1821, il obtient son baccalauréat ès lettres. À ce moment, il maîtrise le grec ancien, appris presque sans maître, et a de plus abordé le chinois, le mandchou, le tibétain, et quelques langues nécessaires à leur étude. Vers la fin de 1822, sans doute sous l'influence de sa mère, il se tourne à nouveau vers les institutions catholiques et enseigne au séminaire de Saint-Acheul en 1822-23. Après, il sera définitivement convaincu qu'il n'a pas la vocation.
De retour à Paris, il suit au Collège de France les cours, pour le grec, de Charles Benoît Hase, pour l'arabe d'Antoine-Isaac Silvestre de Sacy et pour le chinois de Jean-Pierre Abel-Rémusat. Le 7 février 1825, il est élu membre de la Société asiatique. Finalement, racontera Laurent Brosset (pour qui les motifs de son père restaient encore obscurs), « après cinq années d'efforts soutenus, abandonnant brusquement la partie, il brûla […] ses matériaux, ses traductions, ses recueils lexicographiques ».
À partir de 1826 il se consacre à l’étude de l’arménien et du géorgien et trouve finalement sa voie.
Il doit composer avec la rareté des documents et reçoit l'aide de Jean Saint-Martin, un des fondateurs de la Société asiatique (qui connaît l'arménien). Pour apprendre le géorgien, Brosset crée un dictionnaire à son propre usage à partir de la traduction géorgienne de la Bible (elle suit fidèlement le texte grec). En 1828 il fait paraître dans le Nouveau journal asiatique une traduction du début de L'Homme à la peau de tigre, le grand classique géorgien de Chota Roustavéli. En 1829, paraît, sous le nom de « Brosset Jeune », une Chronique géorgienne. Au bout de quatre années d'étude de la langue, il est en état de converser avec deux princes géorgiens venus à Paris.
Lorsque la Révolution de 1830 éclate, Brosset est sur le point d'être chargé de mission en Géorgie ; le changement de régime brise ce projet. Suivent plusieurs années décourageantes de précarité ; il a déjà trois enfants et doit un moment travailler comme typographe.

### En Russie
Le comte Sergueï Ouvarov l'ayant invité en Russie, il sollicite une chaire d’adjoint pour les littératures arménienne et géorgienne à l’Académie impériale de Saint-Pétersbourg, et quitte la France. À ce moment, il a déjà abordé l'étude du russe et est déjà en rapport avec le prince Théimouraz (en), fils du dernier roi de Géorgie.
Quatre décennies de travail fructueux s'étendent devant lui. Le 14 décembre 1836, il est élu membre de l'Académie impériale et, en juin 1837, il arrive à Saint-Pétersbourg avec sa famille.
En 1837-38, il intervient dans l'ordre de mission du baron de Hahn, qui partait pour le Caucase, ce qui résulte à son retour en une belle moisson de documents. Il fait connaître les derniers travaux qu'il a faits en France et donne un avis favorable sur le Dictionnaire géorgien-russe-français de David Tchoubinachvili. Il traduit le catalogue de la bibliothèque du tsarévitch Théimouraz, devient inspecteur des écoles primaires de Saint-Pétersbourg (1841), puis bibliothécaire à la Grande Bibliothèque impériale (1842) et conseiller d’État (1846).
L'imprimerie de l'Académie ayant désormais la possibilité, grâce à ses efforts, de faire paraître des ouvrages en géorgien, il peut mener à bien un projet qui lui tenait à cœur, une édition du poème de Chota Roustavéli, L'homme à la peau de tigre, « œuvre à l'étude de laquelle il avait consacré en France un labeur incalculable ». Il obtient de l'Académie la permission de la publier, « pour son compte », avec le concours de Tchoubinachvili et du prince Z. Palavandachvili. Son édition, qui comporte davantage de quatrains que celle de 1712 à Tiflis, paraît à Saint-Pétersbourg en 1841.
Il est secrétaire, puis vice-président de l'Académie des sciences ; il devient conservateur des monnaies orientales du palais de l’Ermitage (1851). Après avoir effectué des voyages d'études dans les archives de Moscou en 1838 et 1844, en 1847-48, il fait un voyage dans le Caucase au cours duquel il recueille de nombreux documents relatifs à la Géorgie, notamment les Chroniques géorgiennes. En 1867 il est à Venise pour consulter les manuscrits arméniens de la riche bibliothèque des pères mékhitaristes.
Il s’emploie ensuite à traduire et à commenter les matériaux rassemblés et publie, principalement en français, à Saint-Pétersbourg, ses ouvrages les plus importants, dont sa monumentale Histoire de la Géorgie. N'oubliant pas qu'il est en Russie, il fait paraître la correspondance entre les tsars et les rois de Géorgie.
Les années 1861–1868 sont principalement occupées par ses séries sur les historiens arméniens, mais il y consacrera des efforts jusqu'en 1876.
Comme membre associé de la Société asiatique de Paris, il a publié plus de 200 articles.
Il livre ses dernières publications en 1876–1879, époque où sa santé chancelle. Il décide de rentrer en France, quitte la Russie en mai 1880 et se retire chez sa fille aînée Henriette Boutin à Châtellerault ; il y meurt quelques mois plus tard, le 3 septembre.
La Bibliographie analytique de son fils Laurent a contribué à la connaissance de sa vie et de ses œuvres.

## Publications

### Publications choisies
- (1827) Notice sur la langue géorgienne, par M. Brosset jeune
- (1828) Essai sur le Chi-King, et sur l'ancienne poésie chinoise
- (1837) Éléments de la langue géorgienne sur Google Livres, Paris, Imprimerie royaleRéimpression : Osnabrück, Biblio, 1974, LVI, 366 p.  (ISBN 3-7648-0194-8)
- (1848-58) Histoire de la Géorgie depuis l’Antiquité jusqu’au XIXe siècle, 7 volumes, Saint-Pétersbourg, 694 p. 
  - Introduction et tables des matières sur Google Livres, 1858
  - Histoire de la Géorgie depuis l'Antiquité jusqu'au XIXe siècle, Introduction, CCXIV p., et Tables des matières, XCVI p. , Saint-Pétersbourg, Académie impériale des sciences, 1858
  - Volume 1 Histoire ancienne, jusqu'en 1469 sur Google Livres, 1849
  - Histoire de la Géorgie depuis l'Antiquité jusqu'au XIXe siècle sur Google Livres, Partie 2 : Histoire moderne. Livraison 2, 1857
  - Additions et éclaircissements à l'histoire de la Géorgie depuis l'Antiquité jusqu'en 1469 de J.-C. sur Google Livres, Saint-Pétersbourg, Académie impériale des sciences, 1851, 494 p.
- (1851) Rapports sur un voyage archéologique exécuté dans la Géorgie et dans l'Arménie en 1847–1848 sous les auspices du Prince Vorontzof Lieutenant du Caucase sur Google Livres, Saint-Pétersbourg, Académie impériale des sciences, 64 p. Ce prince est Mikhaïl Semionovitch Vorontsov
- (1860-61) Les ruines d’Ani, capitale de l'Arménie sous les rois bagratides aux Xe et XIe siècles, 2 vol., Saint-Pétersbourg [lire en ligne][20]
- (1862) « Analyse critique de la Всеобщая история de Vardan », dans Mémoires de l'Académie Impériale des Sciences de Saint-Pétersbourg, t. 4, no 9, 30 p.[20]
- Collection d'historiens arméniens : dix ouvrages sur l'histoire de l'Arménie et des pays adjacents du Xe au XIXe siècle, réédition par APA-Philo Press, 1978  (ISBN 9060223489).

### Traductions

#### Du géorgien
- (1830) Chronique géorgienne sur Google Livres, Société royale asiatique de France, Paris, 165 p.
- (1842) Tsarévitch Wakhoucht, Description géographique de la Géorgie, d'après l'original autographe, Saint-Pétersbourg[20]

#### De l'arménien
- (1864) Stépanos Orbélian, Histoire de la Siounie, Saint-Pétersbourg[20]Titre original : Պատմություն Նահանգին Սիսական : Patmut'yun Nahangin Sisakan.Dans le livre, le nom de l'auteur est « Stéphannos Orbélian ».
- (1869) Mkhithar d'Aïrivank, Histoire chronologique, coll. « Mémoires de l'Académie Impériale des Sciences de St-Pétersbourg », 7e série, t. XIII, no 5, Saint-Pétersbourg[20]
- (1870) Deux historiens arméniens sur Google Livres : Kiracos de Gantzac : XIIIe s., Histoire d'Arménie; Oukhtanes d'Ourha, Xe s., Histoire en trois parties, Volumes 1 à 2, 1re livraison, Saint-Pétersbourg, 1870Introduction de 52 pages par BrossetBrosset n'a pas traduit certains passages de Kirakos que Julius Heinrich Petermann avait traduits en latin. Il inclut cette traduction, p. 195.

### Listes de publications
- Laurent Brosset, Bibliographie analytique — 271 titres, avant les supplémentsIndex alphabétique : p. 585-704
- « Liste des travaux de M. Brosset », dans Bulletin de l'Académie impériale des sciences de Saint-Pétersbourg, vol. 27, 1880, p. 1[20] — 237 titres

#### Liste de publications en ligne
- Google livres a une centaine de titres (certains en double) en ligne.